# Annett Neumann
Annett Neumann (Lauchhammer, Brandenburg, 31 de gener de 1970) va ser una ciclista alemanya especialista en la pista. Va guanyar una medalla de plata als Jocs Olímpics de Barcelona en Velocitat i també ha aconseguit tres medalles als Campionats del món.

## Palmarès
- 1990
  - 1a al Gran Premi de París
- 1991
  -  Campiona d'Alemanya en 500 m
  -  Campiona d'Alemanya en Velocitat
- 1992
  -  Medalla de plata als Jocs Olímpics de Barcelona en Velocitat individual
  -  Campiona d'Alemanya en 500 m
  -  Campiona d'Alemanya en Velocitat
- 1993
  -  Campiona d'Alemanya en 500 m
  -  Campiona d'Alemanya en Velocitat
- 1994
  -  Campiona d'Alemanya en 500 m
  -  Campiona d'Alemanya en Velocitat
- 1995
  -  Campiona d'Alemanya en 500 m
- 1996
  -  Campiona d'Alemanya en 500 m
  -  Campiona d'Alemanya en Velocitat